# Летючий флот
Летючий флот (англ. The Flying Fleet) — американська пригодницька мелодрама режисера Джорджа У. Хілла 1929 року.

## Сюжет
Історія розповідає про шістьох мічманів після випуску з Аннаполісу. Їх мета полягає в тому, щоб стати пілотами ВМС США. Три з них потрапили на військово-морську базу в Сан-Дієго. Решта пройшли виснажливі тижні навчання у Флориді і підготувалися для першого польоту в Гонолулу.

## У ролях
- Рамон Новарро — Томмі Вінслоу
- Ральф Грейвз — Стів Рендалл
- Аніта Пейдж — Аніта Гастінгс
- Альфред Аллен — адмірал
- Вейд Ботелер — член команди
- Бад Джиарі — помічник адмірала